# Theta Lyrae
Désignations
Theta Lyrae (en abrégé θ Lyr) est une étoile géante de la constellation boréale de la Lyre. Elle est visible à l'œil nu avec une magnitude apparente de 4,38. D'après la mesure de sa parallaxe annuelle par le satellite Gaia, l'étoile est distante d'environ ∼ 756 a.l. (∼ 232 pc) de la Terre. Elle s'en rapproche à une vitesse radiale héliocentrique de −31 km/s.
Theta Lyrae est une étoile géante lumineuse rouge de type spectral K0II. Son rayon est autour de 60 fois plus grand que le rayon solaire, elle est 1374 fois plus lumineuse que le Soleil et sa température de surface est de 4 523 K. C'est une étoile variable suspectée dont la magnitude apparente semble varier entre 4,32 et 4,37.
Theta Lyrae possède deux compagnons de 10e et 11e magnitudes recensés dans les catalogues d'étoiles doubles et multiples. La composante désignée B, ou BD+37°3399, est une géante rouge de type spectral K2III. Ces deux étoiles apparaissent être des compagnons purement optiques.